# Rehgarten (Tallinn)

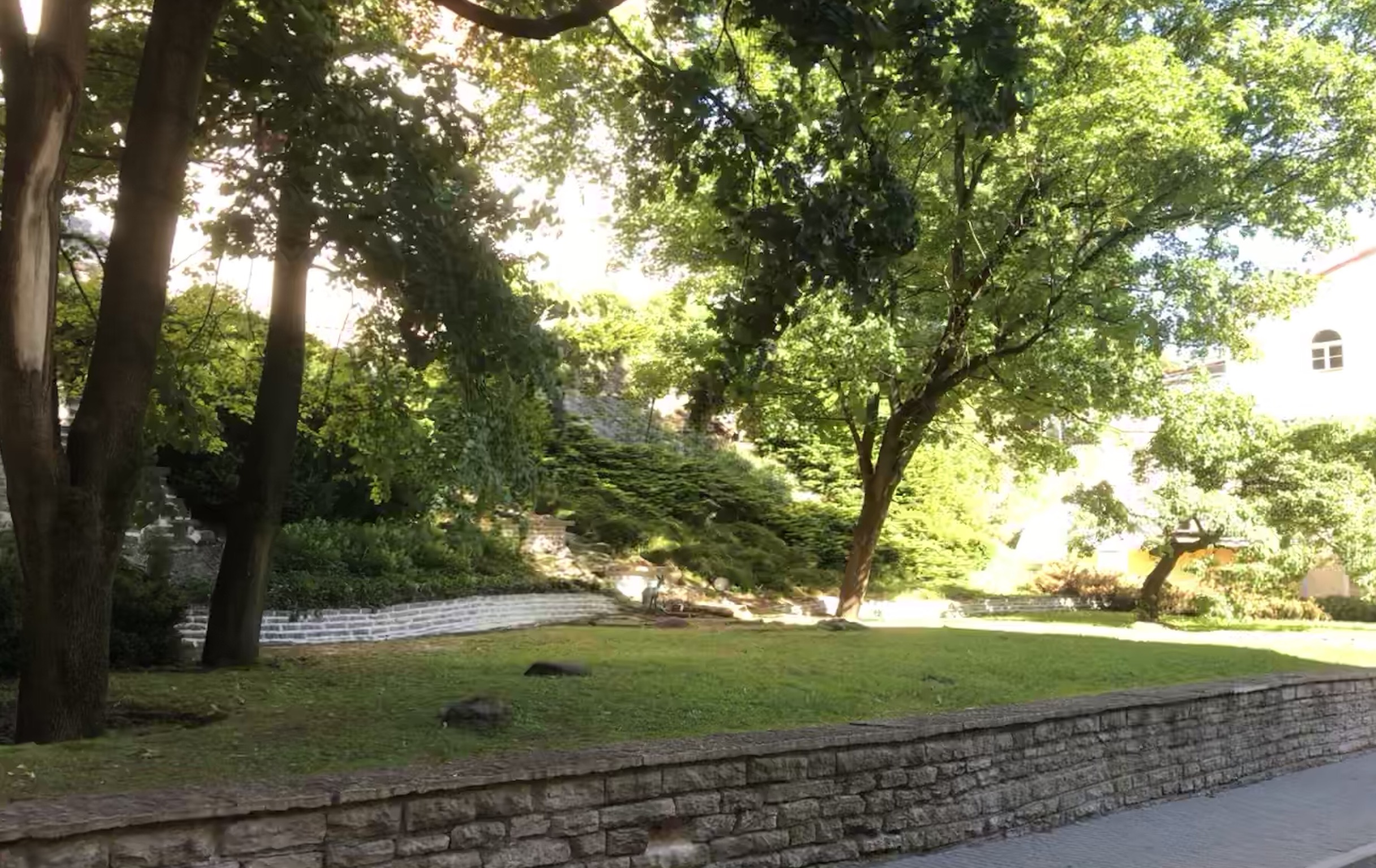
Rehgarten

Der Rehgarten (estnisch Kitseaed) ist ein Park in der estnischen Hauptstadt Tallinn (deutsch Reval).
Er befindet sich zu Füßen des Revaler Dombergs auf der Westseite der Süsternstraße (estnisch: Nunne tänav) gegenüber der Einmündung der Breiten Straße (Lai tänav) in der Revaler Altstadt.
Der kleine Park wurde in der sonst dicht bebauten Revaler Innenstadt im Jahr 1927 angelegt. 1930 wurde die ein Reh darstellende, 1929 von Jaan Koort geschaffene Skulptur Metskits im Park aufgestellt. Die Skulptur wurde in der Vergangenheit wiederholt gestohlen, jedoch jeweils wieder ersetzt. Das Reh verweist auf die Legende, wonach der dänische König ein Reh jagte, welches dann hier von den Klippen des Dombergs stürzt. Der Legende nach soll der Name Reval auf diese Begebenheit als Reh-Fall verweisen.
1952 wurden Bänke aufgestellt und Treppen angelegt, die zunächst bis 1980 bestanden. 2018 erfolgte für etwa 110.000 € eine Sanierung des Parks.